# Tweede Praagse Defenestratie

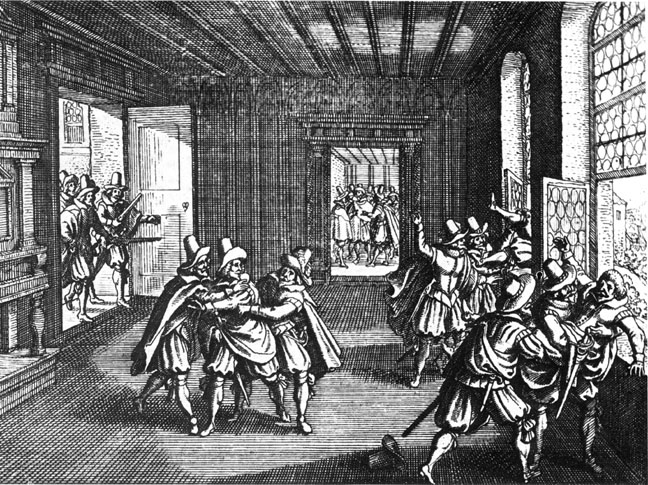
Houtsnede van de Tweede Praagse Defenestratie, uit het door Matthäus Merian de oudere. Gedrukt in Frankfurt in 1662.

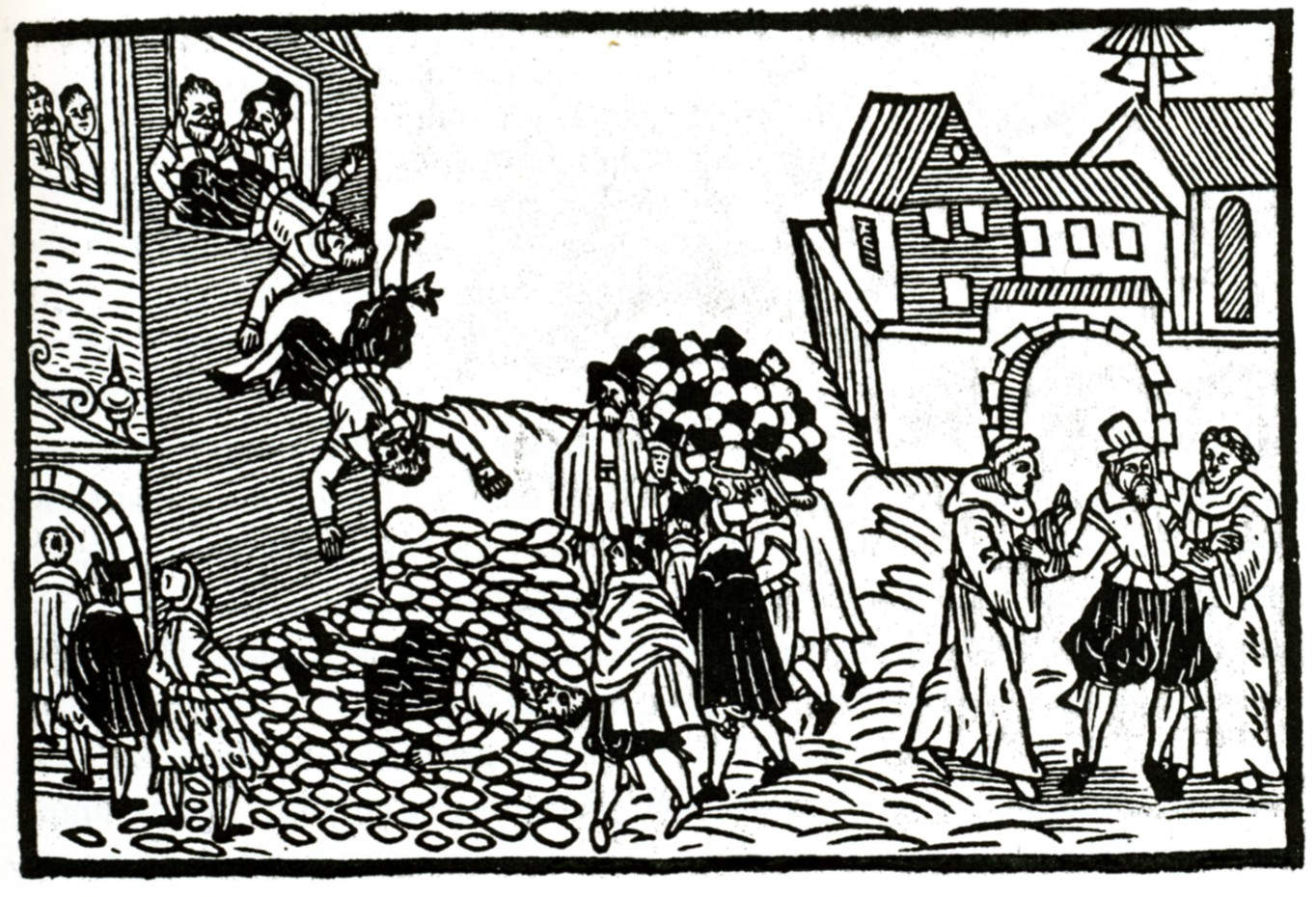
Houtsnede gedrukt in een Praags nieuwsblad (1618).

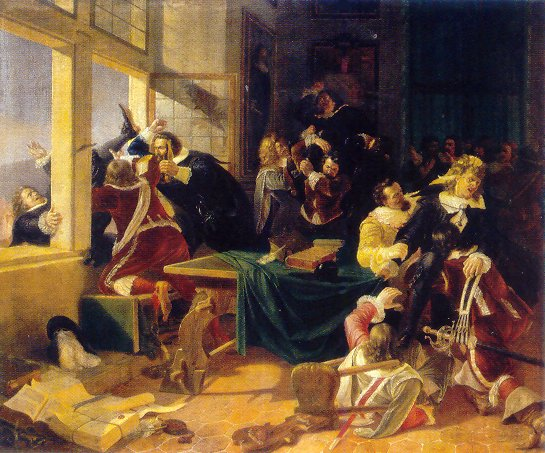
Romantisch schilderij van de Defenestratie door Karel Svoboda (1844)

De Tweede Praagse Defenestratie (Duits: Zweiter Prager Fenstersturz; Tsjechisch: Druhá pražská defenestrace) was een gebeurtenis in Bohemen op 23 mei 1618,  waarbij een groep protestantse edelen, onder leiding van Heinrich Matthias von Thurn, de katholieke vertegenwoordigers van koning Ferdinand II uit het raam van de burcht in Praag duwden (defenestreren betekent 'uit het raam werpen'). De drie slachtoffers raakten weliswaar zwaargewond, maar overleefden het voorval. De Tweede Praagse Defenestratie vormde het begin van de Boheemse Opstand en daarmee ook voor de Dertigjarige Oorlog.

## Aanleiding
De oorzaak van de Tweede Praagse Defenestratie was dat de regels binnen het Habsburgse Rijk voor protestanten steeds strenger werden. Zo mochten er bijvoorbeeld alleen nog katholieken een ambt vervullen en werden protestantse geschriften gecensureerd. De uiteindelijke aanleiding tot de defenestratie was het feit dat de nieuwe koning van Bohemen Ferdinand II de rechten van de protestanten en de Majesteitsbrief van 1609, die geloofsvrijheid voor de protestanten garandeerde, ter discussie stelde. Hij had ook de Boheemse standenvergadering ontbonden en de bouw van protestantse kerken op koninklijke grond verboden.

## Verloop
Op 23 mei 1618 kwamen vier katholieke raadgevers van Ferdinand II toe op de Boheemse kanselarij in de Praagse burcht. Kort daarop kwamen protestantse afgevaardigden van de opgeheven standenvergadering toe, onder leiding van Heinrich Matthias von Thurn. Zij eisten opheldering omtrent de recente anti-protestantse maatregelen van de koning. Twee raadgevers konden de protestantse edelen ervan overtuigen dat zij hierin geen deel hadden en ze mochten de kanselarij verlaten. Vilém Slavata van Chlum en Jaroslav Bořita van Martinice slaagden hier niet in. Ze werden samen met hun secretaris Philipp Fabricius gegrepen en een voor een uit het raam geworpen. De drie overleefden de val van 21 meter hoogte, omdat ze landden op een hellende ondergrond. Volgens de latere protestantse propaganda overleefden ze omdat ze landden op een mesthoop en volgens de katholieke omdat ze door engelen werden gered.
Vilém Slavata raakte wel ernstig gewond en werd door Jaroslav Bořita verzorgd en naar het huis van de Boheemse kanselier Lobkowitz gevoerd. Bořita vluchtte de volgende dag naar Beieren terwijl Slavata verborgen moest worden gehouden terwijl hij herstelde. Fabricius reisde naar het hof van Ferdinand II om verslag uit te brengen.

## Gevolgen
De protestantse edelen, waaronder Heinrich Matthias von Thurn en Albrecht Jan Smiřický, hadden hun actie vooraf besproken. Ook hadden ze vooraf steun gezocht bij protestantse vorsten in Duitsland voor een opstand. De keuze voor defenestratie was ook niet toevallig, maar symbolisch, gelet op de eerdere Praagse defenestratie door de Hussieten in 1419. Het incident was het sein voor een algemene opstand in Bohemen en ook daarbuiten.